# Simon IV. (Lippe)
Simon IV. zur Lippe (* um 1404; † 11. August 1429) war von 1415 bis 1429 Landesherr der Herrschaft Lippe.

## Leben
Er wurde um 1404 als Sohn Bernhards VI. zur Lippe und dessen zweiter Frau Elisabeth von Moers geboren und trat 1415 die Regierung an.
Als 1424 Graf Adolf IX. von Schaumburg versuchte, das bereits 1400 an die Edelherren zur Lippe verpfändete Gebiet der Grafschaft Sternberg mit Gewalt zurückzugewinnen, wurde in einer erbitterten Fehde zwar das Extertal verwüstet und in Bösingfeld Kirche und Burg zerstört, doch gelang es Simon durch entsprechende Gegenmaßnahmen, die Grafschaft Sternberg zu behaupten.

## Familie
Simon war verheiratet (um 1426) mit Herzogin Margaretha von Braunschweig (* 1411; † 31. Oktober 1456), Tochter des Herzogs Erich von Braunschweig-Grubenhagen, und hatte mit ihr zwei Söhne: Simon, den späteren Fürstbischof von Paderborn, und Bernhard „Bellicosus“, der sein Nachfolger wurde.